# Цыренов, Владимир Галсанович
Владимир Галсанович Цыренов (20 октября 1941, Улекчин, Бурятия — 26 декабря 2024) — советский легкоатлет, специалист по бегу на длинные дистанции и марафону. Выступал на всесоюзном уровне в 1960-х и 1970-х годах, бронзовый призёр чемпионата СССР, победитель первенств всесоюзного и всероссийского значения, участник международных стартов в составе советской сборной. Представлял Улан-Удэ, спортивные общества «Буревестник» и «Урожай». Мастер спорта СССР международного класса. Заслуженный работник физической культуры Российской Федерации.

## Биография
Владимир Цыренов родился 20 октября 1941 года в селе Улекчин Закаменского района Бурят-Монгольской АССР. С 1963 года работал учителем физкультуры в местной восьмилетней школе.
Некоторое время проживал в Иркутске, учился в Иркутском техникуме физической культуры, одновременно с этим занимался боксом, становился чемпионом Иркутской области по боксу.
Впоследствии проявил себя в беге на длинные дистанции и марафоне, проходил подготовку в Улан-Удэ, выступал за добровольные спортивные общества «Буревестник» и «Урожай».
Окончил ленинградский Государственный институт физической культуры имени П. Ф. Лесгафта. Будучи студентом, в 1966 году принимал участие в пробеге «Ленинград — Москва», посвященном XV съезду ВЛКСМ.
В 1967 году на Мемориале братьев Знаменских в Москве закрыл десятку сильнейших в беге на 10 000 метров.
В мае 1968 года на дистанции 10 000 метров одержал победу на всесоюзных соревнованиях в Днепропетровске.
В 1969 году в той же дисциплине выиграл бронзовую медаль на всесоюзном старте в Одессе, финишировал шестым на чемпионате СССР в Киеве.
В 1970 году в беге на 10 000 метров с личным рекордом 28:16.2 победил на соревнованиях в Красноярске, получил серебро на Мемориале братьев Знаменских в Киеве. Был вторым на марафоне в Ашхабаде.
В 1971 году в дисциплине 10 000 метров стал четвёртым на Мемориале Знаменских в Москве, в марафоне превзошёл всех соперников в Ашхабаде, показав своё лучшее время — 2:19:17. Показал второй результат в 30-километровом Пробеге на приз газеты «Труд», с командой «Буревестника» занял второе место в командном зачёте.
В 1972 году завоевал бронзовую награду на чемпионате СССР по бегу на 30 км в Ташкенте, уступив только Владимиру Меркушину и Игорю Щербаку. Помимо этого, занял 11-е место на марафоне в Ужгороде (2:19:45) и 14-е место на чемпионате СССР по марафону в Новгороде (2:18:50).
За выдающиеся спортивные результаты удостоен почётного звания Мастер спорта СССР международного класса.
После завершения спортивной карьеры занимал должность председателя бурятского республиканского совета ДСО «Буревестник». В 1982—1984 годах избирался председателем Мыло-Бортойского сомонного Совета.
Заслуженный работник физической культуры Российской Федерации (1993).
Скончался 26 декабря 2024 года в Бурятии на 84-м году жизни.